# Vigna dalzelliana
Vigna dalzelliana là một loài thực vật có hoa trong họ Đậu. Loài này được (Kuntze) Verdc. miêu tả khoa học đầu tiên.